# حمام مسخوطین
حمام مسخوطین (به عربی: حمام المسخوطین) یک شهرداری در الجزایر است که در استان قالمه واقع شده‌است.